# Teodoro de San Román
Teodoro de San Román y Maldonado (León, 1850-Toledo, 1933) fue un profesor e historiador español.

## Biografía
Nació en León el 31 de mayo de 1850 y era hijo del toledano Natalio de San Román y Quadros. Doctor en Filosofía y Letras y licenciado en Derecho, fue maestro normal y catedrático de varios institutos, además de director del de Toledo. Fue miembro correspondiente de la Real Academia de la Historia y autor de diversas obras didácticas e históricas, además de colaborador de publicaciones periódicas como la Revista Contemporánea (1897-1899). Como político ocupó el cargo de concejal del Ayuntamiento de Toledo. Fallecido en Toledo hacia finales de mayo de 1933, fue padre de Francisco de Borja  San Román.